# Los Charlines
Los Charlines (en gallego: Os Charlíns) es el apelativo con el que se conoce a uno de los clanes del narcotráfico más importantes de Galicia, junto a los Oubiña y los Miñanco. El clan lo forman Manuel Charlín Gama, su mujer y sus hijos Manuel, María Teresa, Melchor, Josefa, Óscar y Adelaida.

## Historia
Los inicios del clan están en el estraperlo, el contrabando de alimentos y otros productos durante el franquismo. A partir de 1975 el clan mantuvo negocios introduciendo chatarra y penicilina en España desde Portugal. Más tarde pasaron al contrabando de tabaco, donde el rubio de batea era vendido en bares en la década de 1980 y comienzos de la de 1990. Del uso de barcos para el contrabando de tabaco, en muchos casos pesqueros, pasaron a lanchas planeadoras y con ellas al tráfico de hachís.
En la década de 1980 Manuel Charlín estuvo en la cárcel por intentar matar a un empresario del que decía le debía dinero del tabaco. En la cárcel Modelo de Barcelona conoció a varios narcotraficantes colombianos. En los inicios de los años 1990 el negocio estaba dividido en dos bandas: de una parte los clanes partidarios de seguir con el tabaco y el hachís, y por otra los que se pasaron al tráfico de cocaína.
El grupo finalmente fue desmantelado por el juez Baltasar Garzón en la Operación Nécora contra el narcotráfico en 1990. En 1994 fue asesinado Manuel Baúlo, jefe del clan de los Caneos, que había colaborado con Garzón pasando información. Fue tiroteado por sicarios colombianos en su casa de Cambados y su mujer quedó en silla de ruedas. Unos meses después Manuel Charlín volvió a la cárcel. El grupo fue reduciéndose por el acoso policial y judicial, siendo el tráfico de heroína el último negocio del que fueron acusados.
La Audiencia Nacional condenó al matrimonio Charlín y a todos  sus hijos a 104 años de prisión por blanqueo de dinero obtenido con la droga. Tres años después el Tribunal Supremo revocó parcialmente el fallo, rebajando la condena de Manuel Charlín y absolviendo a su hija Teresa. El patriarca del clan pasó 20 años en la cárcel, abandonándola con 78 años.
El 10 de agosto de 2018, el juez Juan Carlos Carballal del Juzgado de Instrucción número 4 de Vigo dejó en libertad a los Charlines y a otros catorce detenidos en la operación antidroga.
Por el momento han desfilado ante el juez doce de ellos y nueve, incluidos los Charlines, han quedado libres. Otros siete implicados en la operación quedaron libres ya en sede policial.